# 胡蓉 (漫画家)
胡蓉（1971年12月8日—），江苏省如皋市人，中国大陆漫画家，现居日本，代表作有《倩女幽魂》、《白秋练》、《花之木兰》等。

## 生平
1971年，胡蓉出生在江苏省如皋市，出生就患有先天性残疾，15岁的时候开始自学画画，处女作是《溶炉》（1986年）。1987年，胡蓉到人民美术出版社作者培训班学习。1996年在日本的作品《倩女幽魂》获得日本的漫画奖，后以清朝作家蒲松龄的《聊斋志异》章节创作漫画《白秋练》，1998年远赴日本，师从著名漫画家佐伯佳代乃，并且学习日语，现居于日本发展事业。

## 作品
- 《水晶心》
- 《黑丛莽》
- 《女友》
- 《一个夏天及秋天》
- 《彼埃尔和吕丝》
- 《秦始皇》
- 《瑶池会》
- 《禁忌游戏》
- 《这年初冬》
- 《倩女幽魂》（1996年）
- 《白秋练》（1997年）
- 《我们要去哪儿》
- 《自由领域》
- 《花之木兰》（2012年）

## 奖项
| 年份   | 作品         | 奖项                         | 是否得奖 | 备注 |
| ------ | ------------ | ---------------------------- | -------- | ---- |
| 1996年 | 《倩女幽魂》 | 东亚漫画高峰会“评委会特别奖” | 獲獎     |      |